# Wielosił (zespół stawów)
Wielosił – zespół stawów (torfianek) wraz z otoczeniem, proponowany w latach 90. XX wieku rezerwat florystyczny położony w województwie lubelskim, powiecie lubelskim, gminie Niemce, na północ od wsi Rudka Kozłowiecka (przysiółek Kacze Doły), nad Mininą, w obrębie Kozłowieckiego Parku Krajobrazowego. Rezerwat nie został utworzony, nie znajduje się także wśród proponowanych form ochrony przyrody w studium uwarunkowań i kierunków zagospodarowania przestrzennego gminy Niemce.

## Charakterystyka i położenie
Proponowany rezerwat miał mieć 87,75 hektara i obejmować miał tereny leśne, łąkowe, zaroślowe, torfianki i obszary zabagnione, w większości pozostające własnością prywatną. Teren badany był już w dwudziestoleciu międzywojennym (Helena Koporska, 1929), a potem w latach 50. XX wieku i później.
Obszar położony jest na wysokości 179-182,5 m n.p.m., w południowo-wschodniej części Niziny Mazowiecko-Podlaskiej, przy krawędzi Wyżyny Lubelskiej, na Równinie Lubartowskiej. Geobotanicznie jest to okręg Małe Mazowsze. Otaczają go łąki, lasy, pola uprawne oraz stawy rybne Wzory (od południowego zachodu).

## Nazwa
Nazwa planowanego rezerwatu pochodzi od wielosiła błękitnego, który zarejestrowany tu został na jedynym poznanym stanowisku w obrębie województwa lubelskiego. 

## Przyroda
Wielosiłowi błękitnemu towarzyszyły w obszarze proponowanego rezerwatu inne rzadkie, w tym chronione rośliny oraz interesujące z botanicznego punktu widzenia zbiorowiska roślinne odznaczające się wysokim stopniem naturalności i bioróżnorodności.
Teren rezerwatu pozostał w maksymalnym zasięgu lądolodu podczas zlodowacenia środkowopolskiego, co zaowocowało występowaniem tu osadów akumulacji lodowcowej, wodno-lodowcowej i zastoiskowej, w największym stopniu gliny zwałowej, a między jej płatami piasków wodno-lodowcowych z domieszką żwirów. Okres holocenu przyniósł nagromadzenie madów, piasków rzecznych i torfów. Rezerwat leży na terasie zalewowej cieku Krzywej Rzeki (prawego dopływu Mininy) oraz niedużych wzgórzach morenowych powstałych z utworów piaszczystych i glin zwałowych, jak również na równinie akumulacji organogenicznej. 
Obszar odwadniany jest przez uregulowana przed 1939 Krzywą Rzekę oraz przepływający przez stawy Wzory Ciek z Nasutowa (lewy dopływ Krzywej Rzeki). Południowo-wschodnią część terenu zajmują torfianki, a w północną, przy Dyskich Łąkach i Łąkach Podłużnych niewielkie, zabagnione zagłębienia, głównie wiosną oraz jesienią wypełnione wodą. Dodatkowo przekopano na całym obszarze rowy melioracyjne.
Gleby to mozaika semihydrogenicznych gleb mineralnych (glejobielic i czarnoziemów), jak również gleb hydrogenicznych (bagiennych i pobagiennych). Klimatycznie jest to Lubartowsko-Parczewska Dziedzina Klimatyczna.
Badania fitosocjologiczne proponowanego rezerwatu przeprowadzono w 1992 i oznaczono tu wówczas 29 zespołów roślinnych i dwa zbiorowiska o nieustalonej randze fitosocjologicznej, reprezentujących głównie biocenozy leśne i zaroślowe. Oprócz tego stwierdzono występowanie wodnych, łąkowych i szuwarowych, przy znikomym udziale synantropijnych. Oznaczono osiemnaście gatunków drzew, dwadzieścia gatunków krzewów, 341 gatunków krzewin i roślin zielnych oraz dwadzieścia gatunków mchów i wątrobowców. Czterdzieści gatunków spośród roślin zielnych i krzewin należy do chronionych lub rzadkich w skali kraju i regionu. W szczególności cenne są: wielosił błękitny (licznie występujący w zespole Filipendulo-Geranietum na Łąkach Podłużnych i Cirsio-Polygonetum na niewielkich łąkach śródleśnych – kilkaset okazów, jedyne stanowisko na Lubelszczyźnie), tojad dzióbaty (pięć stanowisk, 250 okazów, 116 kwitnących w kępkach na terenie grądu niskiego oraz wysokiego, jak również w strefie przejściowej do łęgu; część osobników z rozmnóżkami pączkowymi do rozmnażania wegetatywnego), śnieżyczka przebiśnieg (kilkaset okazów), lilia złotogłów (50 okazów), ciemiężyca zielona, pełnik europejski, goryczka wąskolistna (pojedyncze okazy), goździk pyszny (pojedyncze okazy), brzoza niska (dziesięć kęp, jedyne stanowisko w Kozłowieckim Parku Krajobrazowym), wawrzynek wilczełyko, kukułka szerokolistna oraz listera jajowata.
Dwie rośliny notowane w obszarze rezerwatu w latach 50. XX wieku nie zostały odnalezione podczas badań w 1992: gniadosz królewski i nerecznica grzebieniasta.

## Galeria (zdjęcia przykładowe)

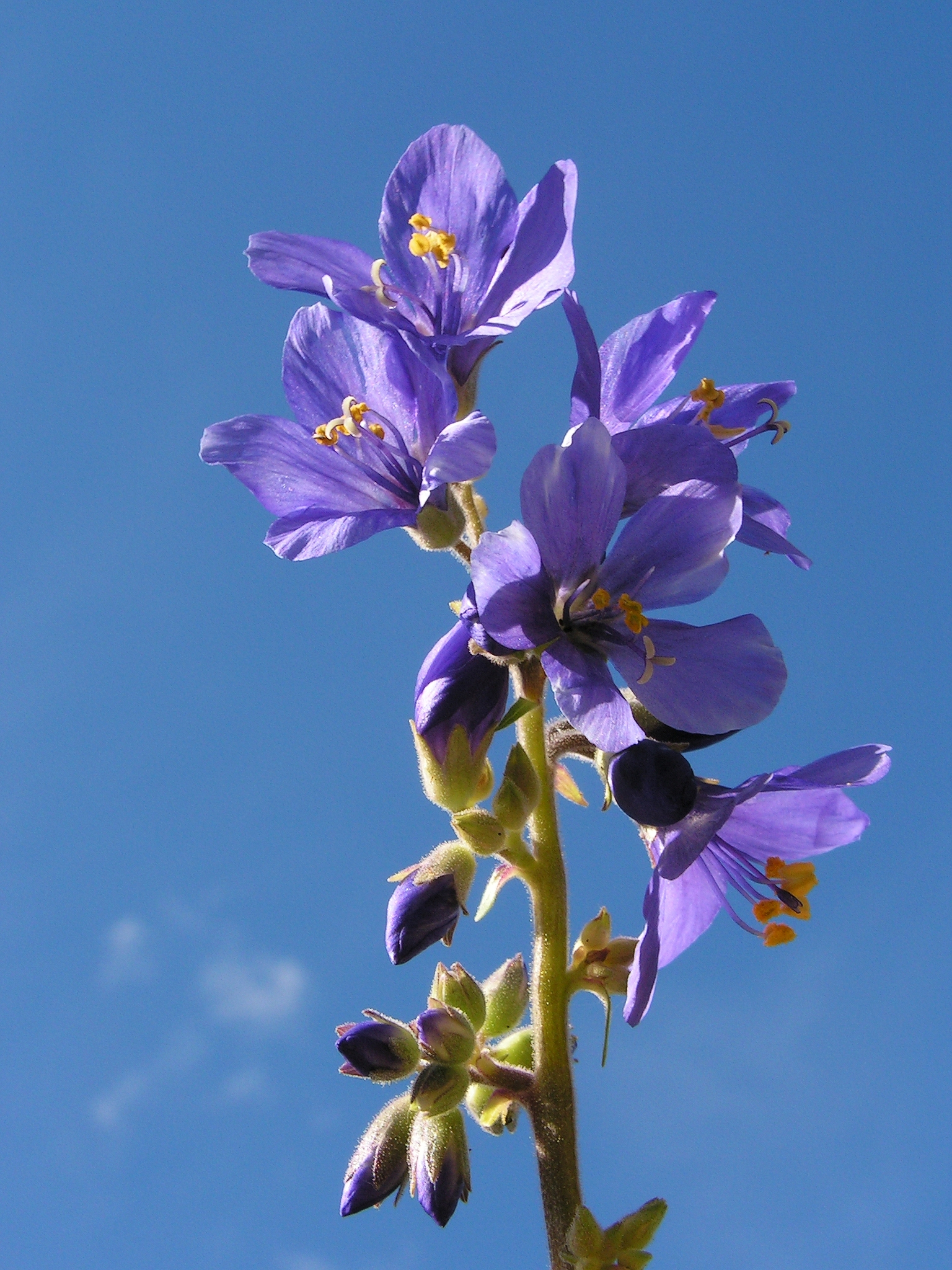
Wielosił błękitny
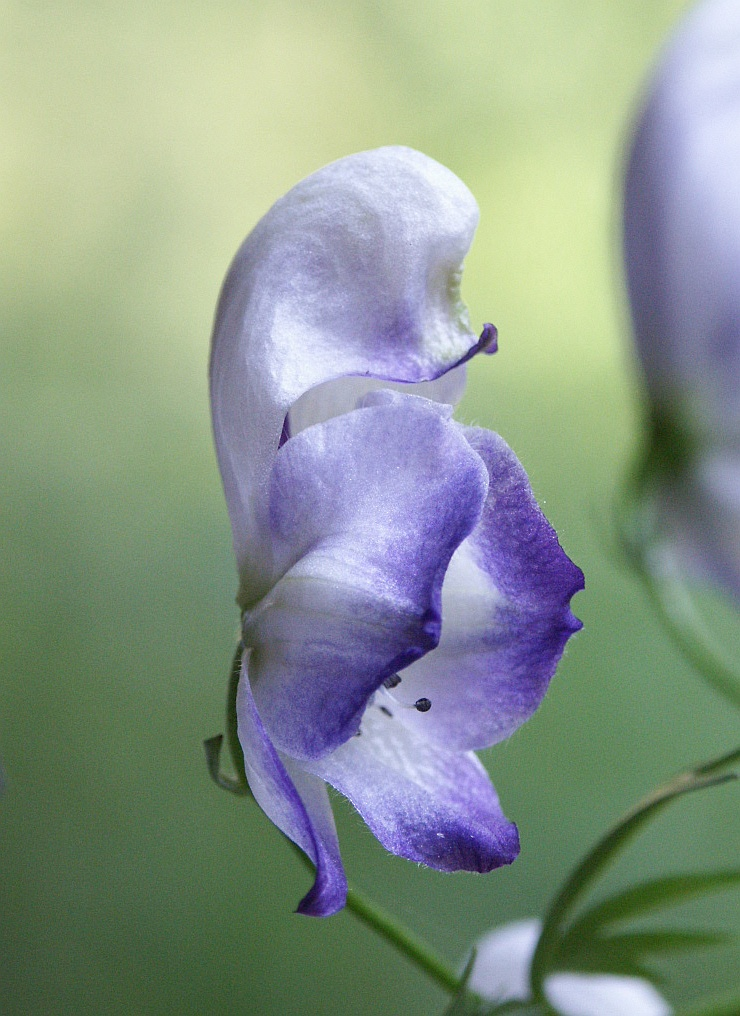
Tojad dzióbaty
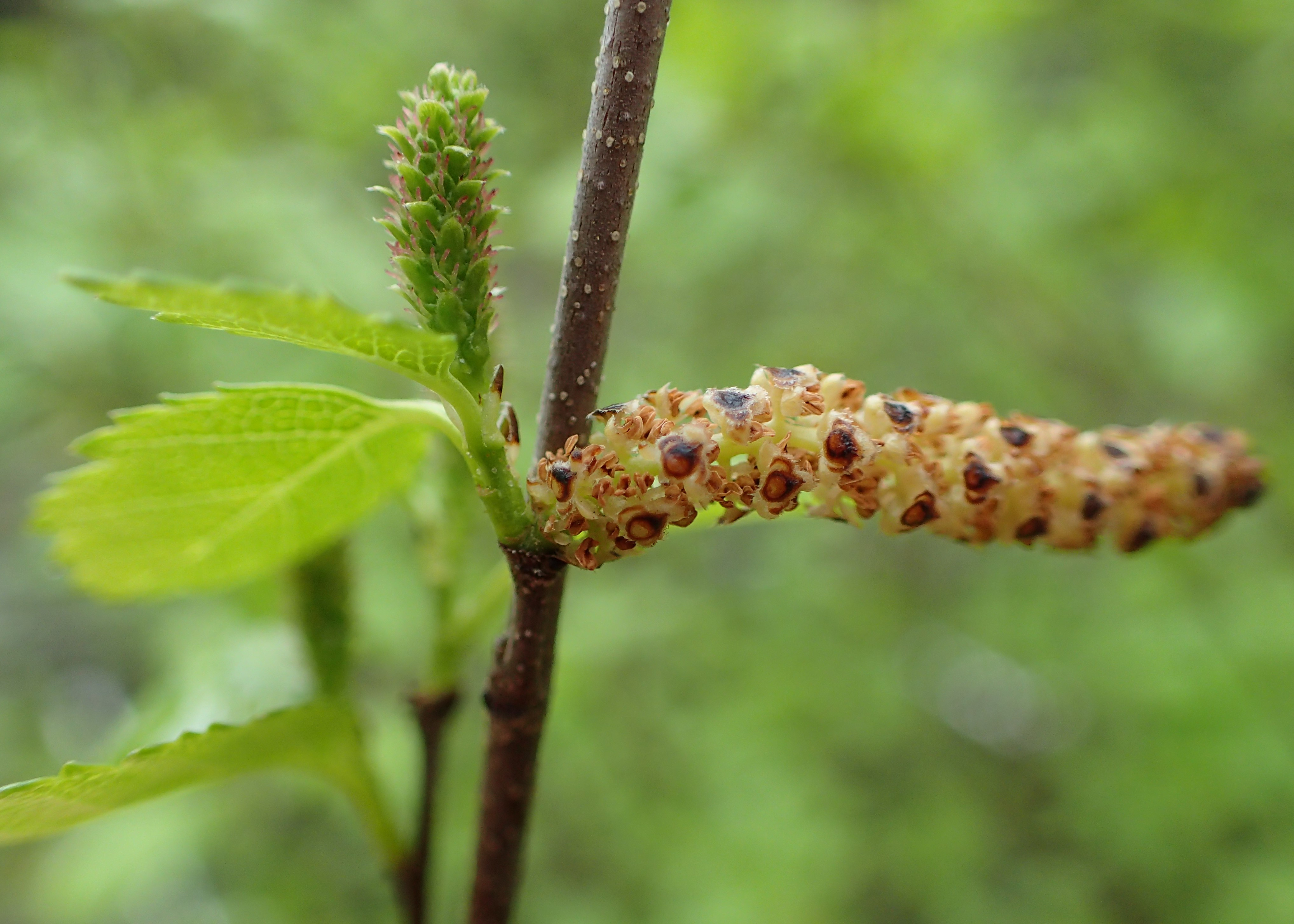
Brzoza niska